# Марсельська гарячка
Марсельська гарячка (англ. Spotted fever due to Rickettsia conorii — плямиста гарячка, яку спричинює R. conorii) — гостра інфекційна хвороба з групи рикетсіозів, яка характеризується доброякісним перебігом, наявністю первинного афекту та макуло-папульозного висипу, збільшенням регіонарних лімфатичних вузлів, інтоксикацією, гарячкою.

## Історичні відомості

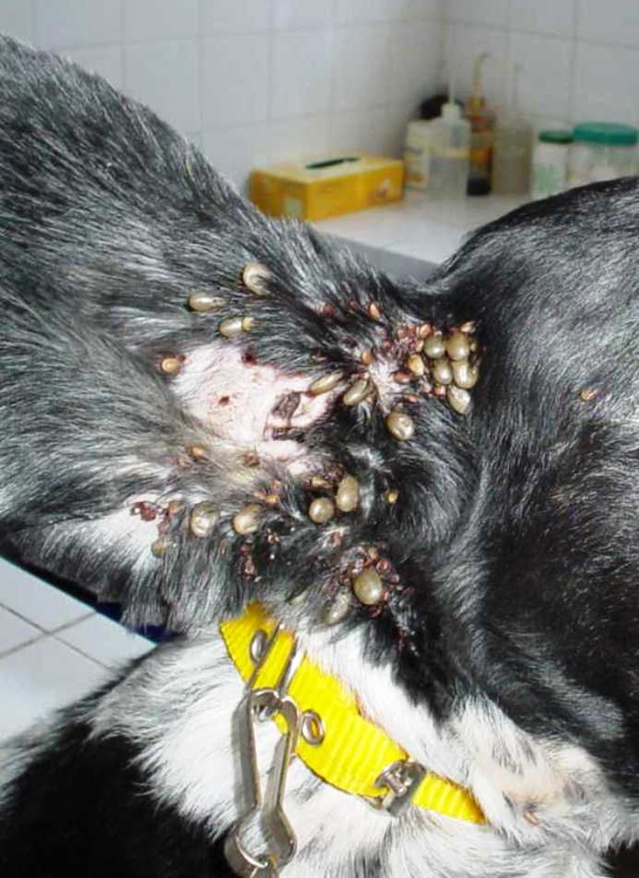
Собака, на якій паразитують багато кліщів Rhipicephalus sanguineus.

Вперше хворобу описали в Тунісі у 1910 році A. Конор та А. Брюш під назвою «туніська плямиста гарячка». У 1923 році Д. Ольмер та Ж. Омер спостерігали в Марселі декілька випадків хвороби, що нагадувала туніську, однак вони не наважились їх об'єднати. У 1925 р. вони припустили, що ця «гарячка — літній тиф» передається за допомогою собачих кліщів. В 1927 році Ж. П'єрі виявив характерний для хвороби первинний афект та дав їй назву «марсельська гарячка». У 1929 році Е. Консейль, що спостерігав ще в 1911 році в Тунісі випадки «плямистої гарячки», звернув увагу, що вона дуже нагадує «марсельську гарячку». Стало зрозумілим, що це одна й таж інфекційна хвороба, що під іншими назвами вона до того була описана в Італії, Португалії та ін. Е. Консейль разом з П. Дюраном в 1930 році підтвердили думку Д. Ольмера та Ж. Омера про передачу хвороби через собачих кліщів — вчені ввели під шкіру добровольців емульсію розтертих кліщів, які були зняті з собаки, що належала жінці, хворій на марсельську гарячку, і через 5 і 7 днів волонтери захворіли.
У 1932 році Г. Бланк й Д. Камінопетрос виділили збудника хвороби з інфікованих кліщів, а роком пізніше Е. Брумпт виявив та детально описав збудника після зараження лабораторної тварини кров'ю хворого й порекомендував дати збуднику назву Ricketssia conorii на честь вченого Альфреда Конора, який вперше виявив хворобу. В Україні, у Севастополі А. Я. Алимов вперше виявив марсельську гарячку в 1936 році. Серед літа у лікарню потрапив хворий з підозрою на епідемічний висипний тиф. Ця хвороба у такий період року не є характерною, адже епідемічний висипний тиф зустрічається переважно восени та взимку. Алимов запідозрив у цьому випадку саме марсельську гарячку. На мисливській собаці хворого були у великій кількості виявлені кліщі Rhipicephalus sanguineus, в одного з яких було виявлено збудника хвороби. Сам хворий неодноразово знімав зі своєї собаки кліщів, що насмокталися крові. Зробити це, не роздавлюючи кліщів, не завжди вдається, а отже при роздавлюванні пальці забруднюються вмістом кліща. Якщо потім торкатися пальцями кон'юнктиви ока або слизової входу носа, то рикетсії з кліща проникають всередину організму людини — саме так й заразився хворий, про що зробив висновок Алимов. У 1982 році Д. Рауль із співавторами вперше сповістили про смертельний випадок марсельської гарячки.

## Актуальність
Хоча є спроби об'єднати марсельську гарячку зі схожими на неї рикетсіозами: астраханською, ізраїльською плямистими гарячками тощо, збудників яких деякі мікробіологи вважають підвидами Ricketssia conorii, однак на даний момент повної впевненості в цьому немає, тому більшість вчених вважає вищесказане недоцільним. На сьогодні є зрозумілим, що марсельська гарячка достатньо поширена переважно в прибережних районах Португалії, країн Середземного, Мармурового, Чорного, Азовського та Каспійського морів, деяких регіонів субСахарної Африки (ПАР, Сомалі тощо). Недавно описані нові випадки захворювання, які за підозрою спричинені збудником марсельської гарячки, у Словенії, Албанії, Грузії та Зімбабве. У Португалії щорічна захворюваність найвища в світі — становить 10 осіб на 100 тис. населення, є досить висока летальність аж до 32,2 %. У Франції та Італії 5:100 тисяч населення. У країнах Середземноморського басейну реєструється високий рівень серопозитивного прошарку серед населення: на Корсиці та Сицилії — до 20 %, в провінції Саламанка в Іспанії — до 70 %, в Греції — до 60 %. В інших країнах ситуація не вивчена. Захворюваність зростає через збільшення подорожей до ендемічних регіонів, поголів'я бродячих собак. В Україні (переважно в Криму) на даний момент марсельська гарячка є найпоширенішим рикетсіозом, що реєструється, — щорічно відбувається від 20 до 40 випадків. Однак істинна захворюваність, як вважають, набагато більша. Частота випадків марсельської гарячки, пов'язаних з різноманітними подорожами, збільшилася в усьому світі через збільшення поїздок до ендемічних районів, в тому числі й через екологічний туризм.

## Етіологія
Збудником марсельської гарячки є Ricketssia conorii, що має властивості, які притаманні й іншим рикетсіям з роду Rickettsia, родини Rickettsiaceae, ряду Rickettsiales (будова, стійкість, токсигенність, колір та культивування). До цього збудника чутливі в лабораторних умовах морські свинки, білі миші, кролики та мавпи. У штучних умовах R. conorii розмножується у жовтковому мішку курячих ембріонів. На відміну від збудника епідемічного висипного тифу R. conorii при розмножуванні всередині клітини ніколи не заповнює її усю.
Детальніші відомості з цієї теми ви можете знайти в статті Rickettsiaceae.

## Епідеміологічні особливості

### Джерело та резервуар інфекції
До цієї інфекції схильні собаки, які є основним джерелом інфекції та найбільш чутливі до цього збудника. Вони найчастіше є носіями. Збудника у них виділяють з крові протягом усього гарячкового періоду. Окрім цього, рідше джерелом інфекції можуть бути шакали, зайці, дикі кролі. Захворілі люди не є заразними.

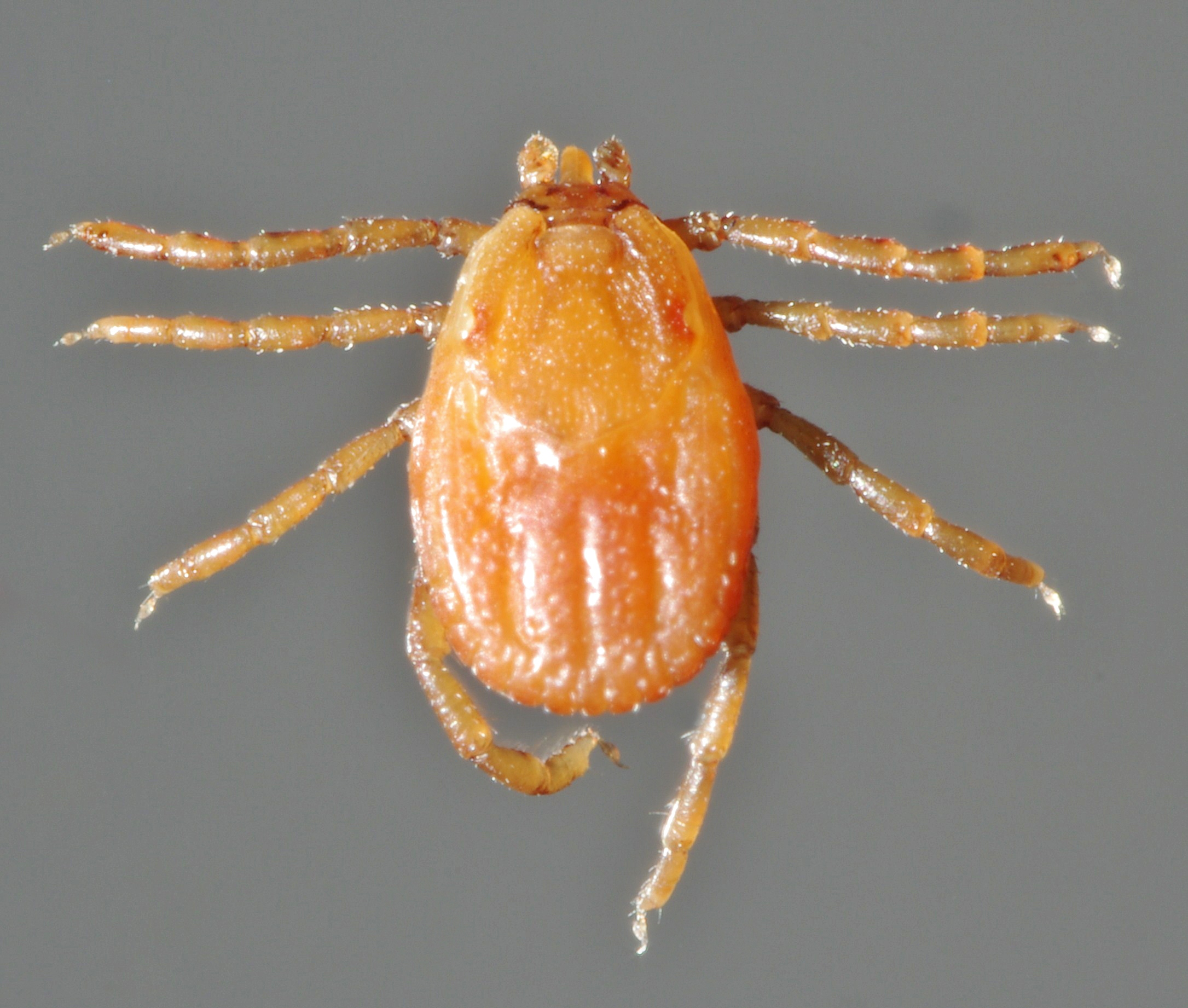
Самиця собачого кліща Rhipicephalus sanguineus

### Механізм і фактори передачі
Основний механізм передачі — трансмісивний. Переносником інфекції та її резервуаром є бурі собачі кліщі Rhipicephalus sanguineus з роду Ixodida, які можуть жити на різних тваринах: собаках, рогатій худобі, кішках, зайцях, диких кролях, шакалах. Вони присмоктуються і після занесення інфікованого матеріалу, який знаходиться в його тканинах, слизових оболонках та на ураженій шкірі, відбувається зараження. Напившись крові, кліщ на певний час залишає собаку. Цей кліщ здатний завершити свій життєвий цикл в приміщенні і тому може розмножуватися в будинку або в собачому розпліднику. Досить занести декількох кліщів, і незабаром з'явиться ціла колонія. Самка, насмоктавшись крові, відкладає тисячі яєць в щілини собачої будки, тріщини в стінах, після чого гине. Через кілька тижнів вилуплюються личинки. Личинки харчуються і, перелинявши, перетворюються на німф. Німфи знову харчуються, линяють і перетворюються на дорослих кліщів. При сприятливому збігу обставин перетворення яйця на дорослого кліща відбувається за два місяці.
Зараження людей відбувається при укусі інфікованого кліща (який людиною практично не відчувається), або втиранні в рану залишків убитого кліща, потраплянні їх на слизові ока, носа, ротової порожнини (контактний механізм). Сам кліщ може бути інфікованим 1,5-2 роки. Кліщам притаманна трансфазова й трансоваріальна передача інфекції в межах свого виду.
Переносниками зрідка можуть бути й інші кліщі — Rhipicephalus simus, Rh. everbsi, Rh. appendiculatus.

### Сприйнятливий контингент та імунітет
Хвороба проявляється у спорадичних випадках, або в окремих вогнищах з характерною сезонністю (в Україні — з травня по жовтень). Собачий кліщ рідко кусає людину, тому марсельська гарячка відбувається переважно серед тих осіб, що мають тісний контакт з собаками. Так як собаки практично завжди мають постійне місце проживання, утворюється місцеве вогнище, в межах якого реєструється найбільша захворюваність. Бурий собачий кліщ може людині передавати ще й ерліхіоз. Імунітет після перенесення хвороби стійкий. Рецидиви не спостерігають. Також набутий імунітет захищає й проти інших збудників плямистих рикетсійних гарячок.

## Патогенез
Рикетсії проникають в організм людини через ранку на шкірі, яка утворилася після присмоктування кліща або через кон'юнктиву або через слизові оболонки носа. У місці проникнення збудника утворюється первинний афект у вигляді запального інфільтрату з некрозом у центрі. Він згодом вкривається чорним струпом. Потім збудник проникає у регіонарні лімфатичні вузли, розвивається лімфаденіт. У регіонарних вузлах збудник накопичується і розмножується, зумовлює запальний процес.
Далі збудник опиняється у кров'яному руслі, де потрапляє в ендотелій дрібних кровоносних судин, тим самим формуючи судинний гранульоматоз і периваскуліт. Тромботичні ураження на ранніх етапах не характерні. Рикетсіемія та прогресуюче одночасно порушення фізіології та біохімії ендотеліальних клітин є, як і при інших рикетсіозах, основою патогенезу при марсельській гарячці. Виникає клінічна симптоматика, яка посилюється токсичними і алергічними факторами, які вступають в дію при руйнуванні клітин рикетсій. Одужання наступає внаслідок поступового наростання кількості протирикетсіозних і антитоксичних антитіл.

## Клінічні прояви

### Класифікація

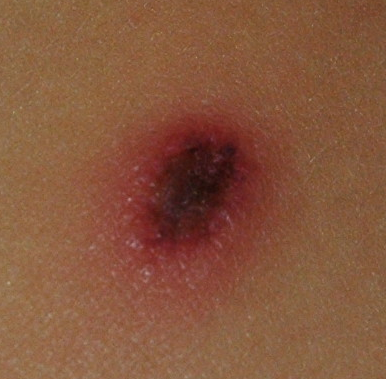
Первинний афект («чорна пляма») при марсельській гарячці.

Згідно МКХ-10 у розділі І «Інфекційні і паразитарні хвороби», підрозділі «Рикетсіози», класі «Плямисті гарячки (кліщові рикетсіози)» вирізняють «Плямисту гарячку, що спричинена R. conorii» (А77.1).
Марсельську гарячку також розрізняють за ступенем тяжкості: легкий, середньотяжкий й тяжкий. Клінічно розрізнять 3 стадії захворювання: початкова — до появи висипу (2-4 дні); розпалу (3-7 днів) від початку висипу до нормалізації температури тіла; одужання — від нормалізації температури тіла до згасання всіх симптомів.

### Початкова стадія

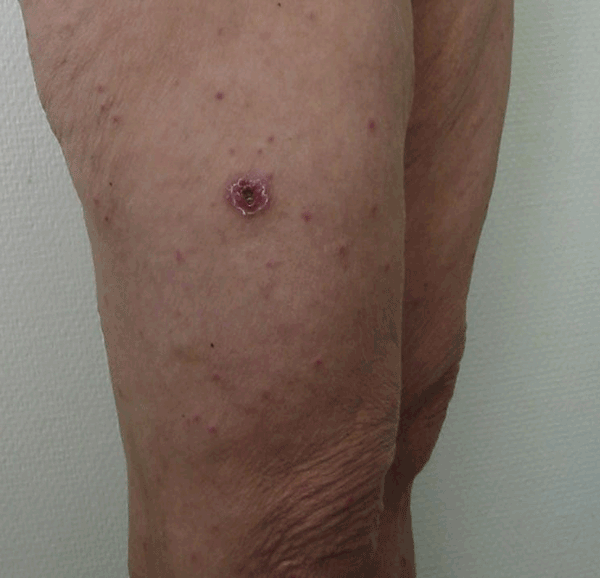
Висип і первинний афект у пацієнта з марсельською гарячкою.

Інкубаційний період ;— 3-18 днів. На початковій стадії зазвичай хвороба починається гостро. З'являється пітливість, підвищується температура тіла, яка сягає 38-40°С. Гарячка має постійний або послаблювальний характер. З'являються помірні ознаки інтоксикації. Первинний афект виникає на 5-7 днів раніше, ніж інші симптоми. Дуже часто він утворюється на місцях, що захищені одягом. На місці укусу кліща утворюється червоний інфільтрат до 3-10 мм в діаметрі з темно-коричневою кіркою у центрі (первинний афект), є регіонарний лімфаденіт з чутливістю збільшеного лімфовузла діаметром до 2-3 см, тоді як на місці афекту хворі суб'єктивних відчуттів не мають. Іноді знайти сам афект можна лише завдяки регіонарному лімфаденіту. Струп з афекту відпадає на 4-5 день нормальної температури тіла. Утворюється виразка, яка епітелізується за 8-12 днів. Залишається пігментна пляма, яка може зберігатися до 2-3 років. При зараженні не через укус первинного афекту немає, однак при попаданні збудника через кон'юнктиву, остання значно гіперемірована, набрякає, може бути регіонарний лімфаденіт. Збільшується селезінка, рідше — печінка. Тяжкі прояви уражень ЦНС та серцево-судинної системи зазвичай не відбуваються.

### Стадія розпалу
Характеризується появою на тлі вищезгаданих проявів попередньої стадії рясного макуло-папульозного висипу, яка виявляють у 100 % хворих на 2-4 день хвороби. З'являється він на тулубі і досить швидко в подальшому поширюється по всьому тілі, захоплюючи кінцівки, долоні, підошви, шию, обличчя. Особливо рясним висип буває на кінцівках, причому на розгинальних поверхнях він завжди рясніший, ніж на згинальних. З великою постійністю відзначають наявність висипань і в міжпальцевих складках рук. Елементи висипу, як правило, розташовані ізольовано. Якісно елементи висипу еволюціонують від плям до папул і вузликів, в центрі яких іноді спостерігають геморагії, рідко — навіть везикули, причому зазначені первинні зміни з'являються одночасно на одній і тій ж ділянці тіла. Це дає підстави розглядати висип при марсельській гарячці як поліморфний. Усі елементи висипу рожевого або червоного забарвлення, круглої або овальної форми. Розміри елементів різні залежно від характеру первинного елемента: плями — 2-3 мм в діаметрі, папули — від 3 до 10 мм, причому папули навіть у одного і того ж хворого різні за величиною і забарвленням. Помічено, що на кінцівках, особливо на нижніх, елементи завжди більше, яскравіше і розташовуються густіше, ніж на тулубі. Висипання не супроводжується свербінням або будь-якими іншими відчуттями.
Висип зберігається протягом усього гарячкового періоду, тобто 8-10 днів, але наприкінці 1-го — початку 2-го тижня він починає поступово зникати.

### Стадія одужання
Раніше всього висипання зникають на обличчі, потім на тулубі та кінцівках. Триваліша за все вони тримаються на ногах, особливо на гомілках, стопах і підошвах. У вигляді пігментації різної виразності висип може зберігатися більш-менш тривалий час і в стадію видужання. Зникнення пігментації спостерігають в межах 7-75 днів від початку хвороби. Чим інтенсивніше було висипання і яскравіше забарвлення елементів висипки, тим довше тримається і пігментація.
Інтенсивність висипань не корелює з тяжкістю марсельської гарячки. Хвороба перебігає в більшості випадків з перебігом середньої тяжкості. Лише у 5 % хворих можливий тяжкий несприятливий перебіг, особливо за наявності іншої інфекції. Також відомі атипові, інапарантні форми, не діагностовані випадки, про що свідчить високий рівень серопозитивних на марсельську гарячку осіб в ендемічних регіонах, які начебто нею не хворіли.

## Ускладнення
До недавнього часу марсельську гарячку вважали доброякісним рикетсіозом, однак на даний момент описано ускладнення у вигляді синдрому Гієна-Барре, полінейропатії, психічних розладів, тривалої гепатомегалії, гострої ниркової недостатності (ГНН), тромбоцитопенії, і смертельні випадки. Фактори, пов'язані з більш тяжким перебігом захворювання, включають похилий вік, алкоголізм і недостатність глюкозо-6-фосфатази дегідрогенази, яка досить поширена в країнах Середземноморського басейну. Летальність в середньому досягає 2 %.
Небезпечні для життя ускладнення або інвалідизації можуть виникнути в результаті пізньої діагностики марсельської гарячки і широкої загальної практики призначення бета-лактамних антибіотиків (до них рикетсії стійки) у емпіричній терапії.

## Діагностика

### Клініко-епідеміологічна діагностика
Клінічні критерії включають позитивний епідеміологічний анамнез: перебування в ендемічних регіонах, контакт з собаками, роздавлювання або укуси кліщів. Досить характерна клінічна тріада:
1. первинний афект («чорна пляма»),
2. регіонарний лімфаденіт,
3. поліморфний, рясний, поширений по всьому тілу плямисто-папульозний висип.

Такого роду типовий клінічний симптомокомплекс дозволяє за наявності відповідної температурної реакції діагностувати хворобу в ендемічних зонах навіть без лабораторного підтвердження, якщо воно з якихось причин неможливо.

### Специфічна діагностика
Серологічні тести іноді важко інтерпретувати, тому що рикетсії групи плямистої гарячки часто дають перехресні реакції.
Специфічна діагностика як і при інших рикетсіозах на сьогодні включає: РНІФ, ІФА, ПЛР, рідше проводять реакцію зв'язування комплементу (РЗК) і реакція непрямої гемаглютинації (РНГА) з використанням антигенів рикетсій. Позитивний результат можна побачити на 5-7 день хвороби. Реакцію аглютинації (РА) широко використовують, її перевага в тому, що вона стає позитивною набагато раніше за серологічні методи. При проведенні серологічних реакцій, важливо спостерігати їх в динаміці для достовірності даних.

Можливо також вірусологічне виявлення збудника в кліщах, в афекті та крові хворого, в біопробах на морських свинках.

## Лікування
Етіотропне лікування включає, як й при інших рикетсіозах, застосування доксицикліну по 0,1 г 1 раз на добу або левоміцетину по 0,5 г 4 рази на добу. Лікування проводять протягом 5-7 днів. При марсельській гарячці рекомендують також перорально ципрофлоксацин по 0,5-0,75 г 2 рази на добу також протягом 5-7 днів чи азитроміцин по 0,5 г 1 раз на день протягом 5 днів. До антибіотикотерапії обов'язково додають антигістамінні препарати через значний алергічний компонент в перебігу хвороби, іноді навіть ГКС. У тяжких випадках проводять інтенсивну дезінтоксикаційну терапію.

## Профілактика
Кожен випадок повинен бути зафіксований, а хворого госпіталізовано. Необхідно провести обстеження для виявлення джерела інфекції, а також осіб, які могли б інфікуватися. Профілактичні заходи в ендемічних зонах наступні: реєстрація та контроль собак, дезінсекція, огляд тіла на наявність кліщів, знищення бродячих собак. Специфічна профілактика станом на 2017 рік не розроблена.